# St. Georg (Zuzgen)

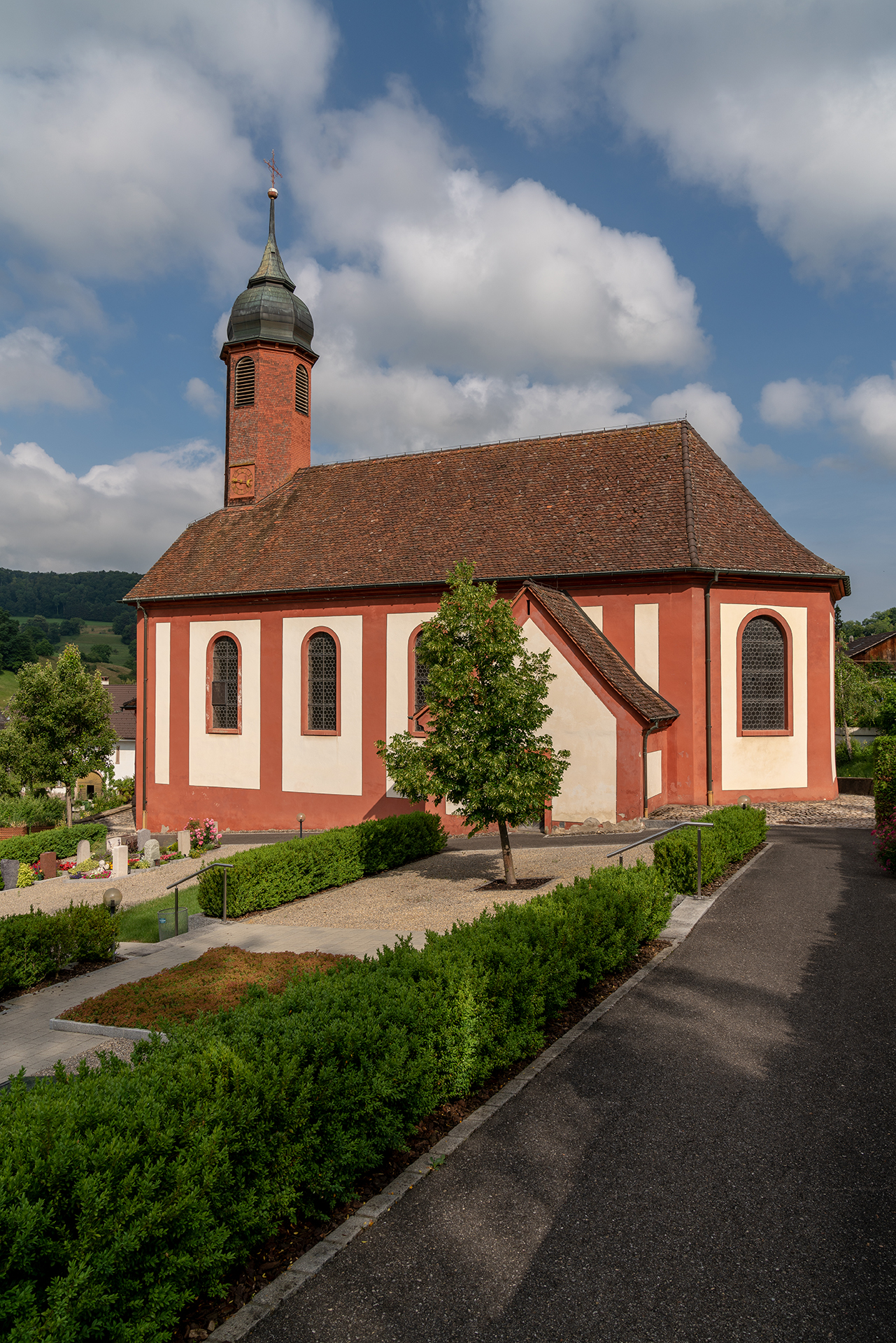
Christkatholische
St.-Georgs-Kirche

Die Kirche St. Georg ist ein christkatholisches Kirchengebäude in Zuzgen im Kanton Aargau. Sie steht nahe dem südöstlichen Dorfrand auf einer Geländestufe oberhalb des Pfarrspeichers. Das dem Heiligen Georg geweihte spätbarocke Bauwerk entstand von 1737 bis 1738 als römisch-katholische Pfarrkirche. Es ging 1878 infolge des Kulturkampfs an die Christkatholiken über und wurde bis 1902 paritätisch genutzt.

## Geschichte
Die Kirche reicht bis ins 10. Jahrhundert zurück, systematische archäologische Untersuchungen wurden bisher jedoch nicht vorgenommen. Kollator war das Damenstift Säckingen. 1737 erliess der Weihbischof von Basel das Dekret für einen Neubau. Josepha von Liebenfels, die Äbtissin des Damenstifts, schloss den Bauvertrag mit dem bekannten Barockbaumeister Johann Caspar Bagnato, der für seine Dienste 700 Gulden erhielt. Obwohl die Arbeiten nach einem Jahr abgeschlossen waren, nahm der Basler Bischof die Einweihung erst am 14. September 1750 vor. Die Kirchenuhr wurde 1818 ersetzt und 1864 fertigte die Aarauer Giesserei H. Rüetschi ein neues Geläut an.
1873 wurde während des Kulturkampfs ein christkatholischer Verein gegründet, den die Kantonsregierung fünf Jahre später als rechtsfähig anerkannte. 1898 ging der Verein in der Kirchgemeinde Wegenstetten-Hellikon-Zuzgen auf. Auf Anweisung des Vatikans durften die Römisch-Katholiken die Kirche ab 1878 nur noch für die Predigt nutzen, das Abendmahl musste im benachbarten Pfarrspeicher durchgeführt werden. 1902 bezogen die Römisch-Katholiken eine eigene Kirche auf der gegenüberliegenden Seite der Hauptstrasse. Eine umfassende Sanierung der alten Kirche erfolgte in den Jahren 1966 bis 1968 unter der Leitung von Werner Vogt und Paul Fischer.

## Bauwerk
Der Dachfirst folgt der Falllinie des Abhangs, weshalb der Chor ein wenig ins Terrain eingetieft ist und das entgegengesetzte Ende auf einer künstlichen Terrasse steht. Umgeben ist die Kirche vom ummauerten Gemeindefriedhof. Der Grundriss entspricht jenem einer ländlichen Saalkirche mit fünfseitigen Polygonalchor. Am Übergang sind zwei rechteckige Annexe angebaut; der nördliche enthält die Sakristei, der südliche dient als Leichenkühlraum vor Bestattungen. Aufgrund des gemeinsamen Breitenmasses und des stufenlos übergreifenden Daches wirken Kirchenschiff und Chor wie ein geschlossener Baukörper. Die Aussenwände werden durch rote Fuss-, Sims- und Vertikalbänder sowie weisse Mauerflächen gegliedert. Der achtkantige Kirchturm über dem Hauptportal trägt eine Zwiebelhaube.
Das Innere ist geprägt vom Gegensatz zwischen den weissen Mauern und der in dunklen Tönen gehaltenen Ausstattung. Die Deckenspiegel zeigen Fresken mit Darstellungen der Mariengeschichte. An der Stirn des Chorbogens ist das Reliefwappen der Josepha von Liebenfels angebracht. Von Hans Nägele stammt die 1739 geschaffene Retabel des Hochaltars, die Georgs Drachenkampf und Fridolin von Säckingen zeigt. An der Nordwand ist die Kanzel angebracht, die über eine Treppe von der Sakristei aus erreicht werden kann. Die Seitenaltäre von 1775 sind im Rokoko-Stil gehalten. 1767 schuf Johann Baptist Hug aus Freiburg im Breisgau die Orgel, die auf der hölzernen Chorempore platziert ist.